# Carlo Carafa della Spina
Carlo Carafa della Spina, född den 21 april 1611 i Rom, död där den 19 oktober 1680, var en italiensk kardinal och påvlig diplomat. Han var bror till stormästaren i malteserorden Gregorio Carafa och kardinalen Fortunato Ilario Carafa della Spina.
Carafa della Spina efterträdde sin farbror Carlo som biskop av Aversa 1644. Den posten innehade han till 1665. Han var nuntie i Luzern, Venedig och Wien. Carafa della Spina upphöjdes till kardinal i januari 1664 av påven Alexander VII.